# Philadelphus tenuifolius
Philadelphus tenuifolius är en hortensiaväxtart som beskrevs av Franz Josef Ivanovich Ruprecht och Maxim. Philadelphus tenuifolius ingår i släktet schersminer, och familjen hortensiaväxter. Utöver nominatformen finns också underarten P. t. latipetalus.

## Bildgalleri

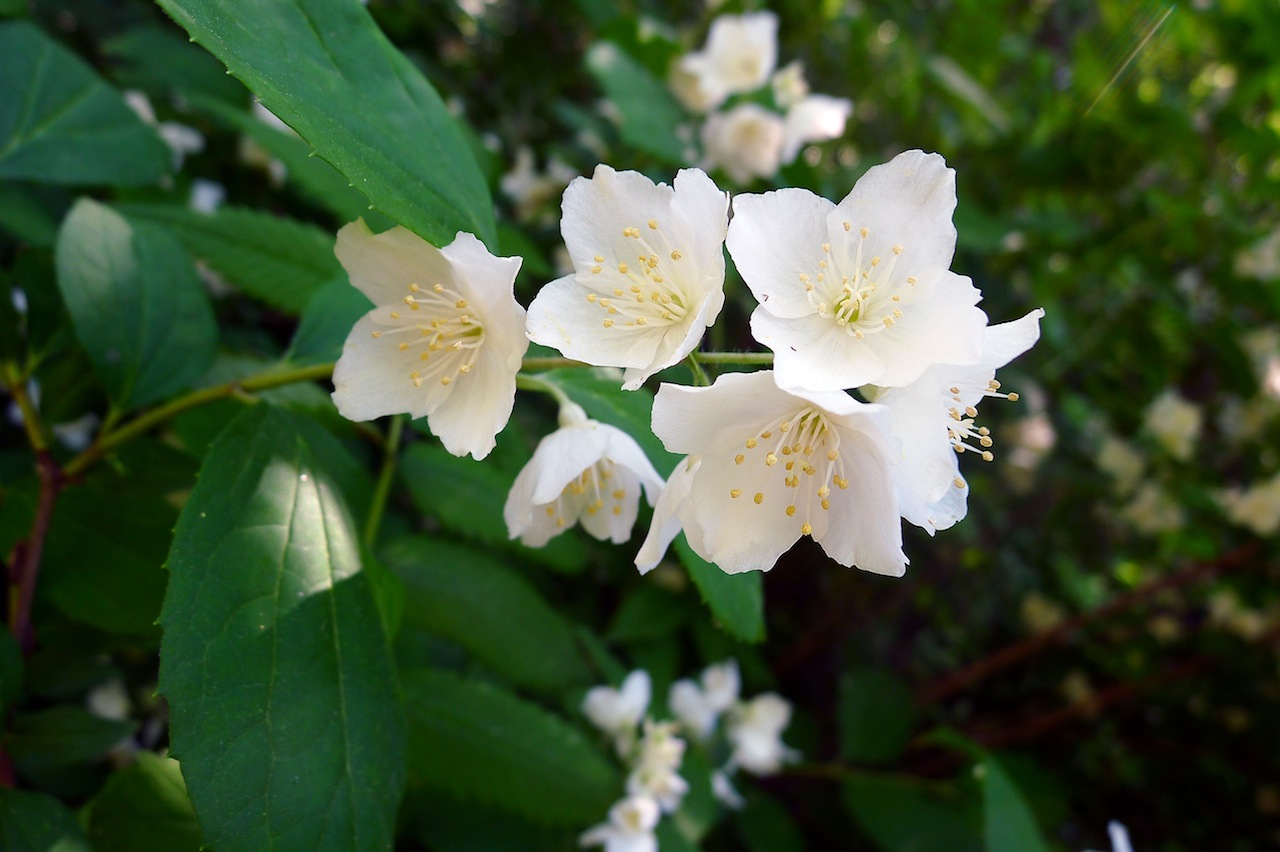